# Bonta Zoltán
Bonta Zoltán (Budapest, 1954. január 8. –) magyar filmrendező. A Keleti Filmszövetség alapítója.

## Életpályája
1979-től Bódy Gábor asszisztense volt, majd Kardos Ferenc, Simó Sándor, Koltay Lajos, Sándor Pál, Dömölky János, Sas Tamás, Fabio Carpi, Gary Jones asszisztense. 1985–1987 között a Balázs Béla Stúdió (BBS) rendezői tagja volt. 2004 óta Bethlenfalvy Géza tibetológussal, indológussal dolgozik együtt, az indiai-magyar történelmi és kulturális kapcsolatok könyvekben és filmekben való népszerűsítésével.

## Filmjei
| - Nárcisz és Psyché (1980) (színész is) - Kopaszkutya (1981) - Dögkeselyű (1982) - Dániel (1982) - Viadukt (1983) (színész is) - Kutya éji dala (1983) (színész is) - A kárókatonák még nem jöttek vissza (1984) - Csak egy mozi (1985) - K. u. k. Szökevények (1986) - Zsarumeló (1986) - Hótreál (1988) - Egy teljes nap (1988) - Presszó (1998) - Kalózok (1999) - Rosszfiúk (2000) - Krokodil 2. (2002) - Szerelemtől sújtva (2003) - Sorstalanság (2005) - A gyűjtő (2005) - Hanna (2007) - Good: A bűn útjai (2008) - Suszter, szabó, baka, kém (2011) - Vadászmese (2014) | - Mérgezett idill (1983) (forgatókönyvíró és színész is) - Tündérváros (1983) - Korkörkép (1984) (forgatókönyvíró és operatőr is) - Kinematográfus a videográfiáról (1985) (operatőr is) - Videoplus (1985) (forgatókönyvíró is) - Filmszemle '86 (1986) - Videoplus ABC (1986) (forgatókönyvíró és operatőr is) - Filmszemle '87 (1987) - Keserves (1987) - A szellem tulajdona (1988) - Impro Quartet (1989) (operatőr és filmproducer is) - Szabados piano (1990) (operatőr és filmproducer is) - Poétikus hangulatban (1991) - Hommage à Miles Davis (1992) (operatőr és filmproducer is) - Protokoll (1993) - Őslovashaza (1994) (operatőr és filmproducer is) - Vertikális portré (1995) - Molekulák varázslója (1996) - Barátom, Bódy Gábor (1996) (operatőr is) - European Street Musicians (1997) (forgatókönyvíró és operatőr is) - Glasszikus Gaál (1998) (forgatókönyvíró, operatőr és filmproducer is) - A bor lelke (1999) (filmproducer is) - Mezey Lajos portré (2000) (operatőr is) - Szemlevillanás (2003) (operatőr és filmproducer is) - Fori (2006) (operatőr és filmproducer is) - Titkolt történetek 1956-ból - Baktay és Nehru (2007) (operatőr is) - Zangla - Csoma nyoma (2008) (forgatókönyvíró is) - Kalandozások Hindusztániában - Tarts Keletnek! (2009) - Rahman magyar barátai (2009) (operatőr is) - Gandhi Drama (2010) (operatőr is) - Elfelejtett ének - Makovecz monológ (2011) (operatőr is) - Csoma ima (2012) (forgatókönyvíró és filmproducer is) - Üvegség (2014) (operatőr és filmproducer is) - Lángfestő ötvös (2014) (operatőr és filmproducer is) - In memoriam Gyarmathy Tihamér (2016) (forgatókönyvíró és filmproducer is) - Korszakokon át - Dvorszky Hedvig művészettörténész portréja (2016) - Fenségesen élni - Ferencz István építőművész (2017) (forgatókönyvíró, operatőr és filmproducer is) |

## Fordítás
- Ez a szócikk részben vagy egészben  a   Zoltán Bonta című angol Wikipédia-szócikk ezen változatának fordításán alapul.  Az eredeti cikk szerkesztőit annak laptörténete sorolja fel. Ez a jelzés csupán a megfogalmazás eredetét és a szerzői jogokat jelzi, nem szolgál a cikkben szereplő információk forrásmegjelöléseként.